# Alejo Menchon
Alejo Menchon (sinh ngày 10 tháng 10 năm 1982) là một cầu thủ bóng đá người Argentina.

## Sự nghiệp câu lạc bộ
Alejo Menchon đã từng chơi cho Avispa Fukuoka.